# 마리아노 파레데스
마리아노 파레데스(Mariano Paredes y Arrillaga, 1797년 1월 7일 ~ 1849년 9월 7일)는 멕시코 보수당의 정치인이자 군인이었다. 1846년 쿠데타를 일으켜 정권을 잡아 대통령의 자리에 올랐으며, 재임 중 멕시코-미국 전쟁이 일어났다.

## 같이 보기
- 멕시코의 국가원수 목록